# 安昌郡 (西魏)
安昌郡，中国南北朝时设置的郡。
西魏置安昌郡，属南荆州（昌州）。治所在舂陵县（今湖北枣阳市南三十里）。北周沿置，崔说曾经担任安昌县子，下辖舂陵县、安昌县、丰良县，后废安昌县。隋文帝开皇三年（583年）废安昌郡，舂陵县、丰良县地入昌州。